# Algathia requieta
Algathia requieta là một loài tò vò trong họ Ichneumonidae.